# Broumovsko
Das europäische Vogelschutzgebiet Broumovsko liegt im zentralen Teil des Falkengebirges im Norden Böhmens in Tschechien. Das etwa 91 km² große Vogelschutzgebiet liegt im gleichnamigen Landschaftsschutzgebiet und umfasst unter anderem die Naturschutzgebiete Adersbach-Weckelsdorfer Felsenstadt und Polické steny. Es zeichnet sich insbesondere durch charakteristische Sandstein-Felsformationen aus, die Bruthabitate für felsenbrütende Vögel, wie Uhu und Wanderfalke darstellen.
Auf polnischer Seite grenzt im Süden das Vogelschutzgebiet Góry Stołowe unmittelbar an, im Norden das Vogelschutzgebiet Sudety Wałbrzysko-Kamiennogórskie.

## Schutzzweck
Folgende Vogelarten sind für das Gebiet gemeldet; Arten, die im Anhang I der Vogelschutzrichtlinie geführt sind, sind mit * gekennzeichnet:
| Bild        | Anhang I | EU Code | Art         | wissenschaftlicher Name |
| ----------- | -------- | ------- | ----------- | ----------------------- |
| Uhu         | *        | A215    | Uhu         | Bubo bubo               |
| Wanderfalke | *        | A103    | Wanderfalke | Falco peregrinus        |